# Police (marque)
Pour les articles homonymes, voir Police.
Police est une marque italienne de lunettes créée en 1983. Elle appartient au groupe De Rigo.